# Arnolt Schlick
Pour les articles homonymes, voir Schlick.
Œuvres principales
Spiegel der Orgelmacher und Organisten
Arnolt Schlick (né vers 1460 - mort après 1521) est un compositeur et organiste allemand de la Renaissance. 
Musicien réputé en son temps, il a joué un rôle important dans le développement de la musique d'orgue en Allemagne.

## Biographie
Les éléments de sa vie sont éparpillés et peu nombreux. On pense qu'il était originaire de la région de Heidelberg (en s'appuyant sur le dialecte utilisé dans ses écrits).
Il est connu pour avoir joué de la musique à l'occasion de l'avènement de l'archiduc Maximilien à Francfort en 1486. Il est allé aux Pays-Bas vers 1490-1491, probablement pour échapper à la peste qui ravageait alors la région de Heidelberg. Dans les années 1490, il a visité Strasbourg et Worms, et au cours de la décennie suivante, il était très actif comme expert organier.
Après 1516, il fut organiste à la cour électorale de Francfort et à la cour de l'électeur de Saxe à Torgau. Il aurait joué pour le couronnement de Charles V à Aix-la-Chapelle en 1520, mais les sources sur ce fait sont insuffisantes. La dernière référence à Schlick date de 1521 à Haguenau, où il a apparemment expertisé un orgue nouvellement construit.
Il était aveugle vers la fin de sa vie.

## Œuvres
Arnolt Schlick est surtout connu pour la publication en 1511 de son livre Spiegel der Orgelmacher und Organisten, le premier traité en allemand sur la facture d'orgue et la registration. Il contient dix chapitres, et aborde des domaines comme la taille et la forme des tuyaux, la construction du soufflet, la production du vent, la métallurgie. En outre, il enseigne la manière d'accorder l'orgue et donne des conseils sur la bonne façon de placer l'instrument dans l'édifice.
Ses compositions comprennent des œuvres pour orgue, pour luth, quelques chansons pour quatre voix, ainsi que quelques arrangements de messes qui sont perdus. Une partie de sa musique, notamment son arrangement du Salve Regina à 5 voix, est en avance sur son temps, préfigurant les contrapuntistes postérieurs tels que Sweelinck. Dans quelques-unes de ses œuvres pour orgue, il a écrit des parties de pédale très élaborées, d'une complexité qui n'apparaîtra pas chez les autres compositeurs jusqu'au XVIIe siècle.
Arnolt Schlick tient un rôle primordial dans l'histoire des débuts de la musique d'orgue en Allemagne. Très demandé en tant qu'expert organier, sa cécité l'empêchait de participer directement à la facture. C'est pourquoi il était étroitement associé aux facteurs d'orgue en tant que conseiller ; il a inauguré plusieurs instruments neufs, donné de nombreuses auditions d'orgue, et a eu une forte influence sur les autres compositeurs de son époque.
Sa manière de tisser les lignes contrapuntiques autour d'un cantus firmus, généralement emprunté à des thèmes de chorals, peut être considérée comme précurseur du développement ultérieur du prélude de choral. Arnolt Schlick est considéré comme l'initiateur de la longue lignée de compositeurs qui a abouti à la musique de J.S. Bach plus de deux siècles plus tard.

## Sources
- Gustave Reese, Music in the Renaissance, W.W. Norton & Co., New York, 1954.  (ISBN 0-393-09530-4)
- Article « Arnolt Schlick », in The New Grove Dictionary of Music and Musicians, ed. Stanley Sadie. 20 vol. Macmillan Publishers Ltd., Londres, 1980.  (ISBN 1-56159-174-2)